# Birte Siech
Birte Siech (* 19. März 1967 in Berlin) ist eine ehemalige deutsche Ruderin aus der Deutschen Demokratischen Republik. 1988 gelang ihr im Vierer mit Steuerfrau der Olympiasieg.
Birte Siech vom SC Berlin-Grünau war im Jugendbereich noch Skullerin, sie belegte 1981 bei der Spartakiade im Doppelvierer den dritten Platz. Dann wechselte sie zu den Riemenbooten und gewann bei den Junioren-Weltmeisterschaften 1984 Gold im Zweier ohne Steuerfrau. 1987 saß sie im neugebildeten Vierer mit Steuerfrau, der aus Berliner und Leipziger Ruderinnen zusammengesetzt wurde. Birte Siech, Martina Walther, Gerlinde Doberschütz, Carola Hornig und Steuerfrau Sylvia Müller gewannen bei der Weltmeisterschaft 1987 in Kopenhagen die Silbermedaille hinter dem rumänischen Boot. Bei den Olympischen Spielen 1988 in Seoul gewannen die fünf Ruderinnen Gold vor den Booten aus China und Rumänien. Beim letzten großen Auftritt der DDR-Rudernationalmannschaft bei der Weltmeisterschaft 1990 in Tasmanien gewann Birte Siech zusammen mit Ina Justh Bronze im Zweier ohne. Für den Olympiasieg 1988 wurde sie mit dem Vaterländischen Verdienstorden in Gold ausgezeichnet.
Nach der Wende zog die angehende Kindergärtnerin/Erzieherin nach Dortmund und beendete dort die Ausbildung zur Erzieherin. Sie startete nun für den Ruderclub Hansa von 1898 (Dortmund) und gewann 1991 den deutschen Meistertitel im Achter. Bei den Olympischen Spielen 1992 trat sie im Vierer ohne Steuerfrau an. Die Besatzung Antje Frank, Gabriele Mehl, Birte Siech und Annette Hohn belegte den dritten Platz hinter den Booten aus Kanada und den USA. Birte Siech gewann 1994 und 1995 zusammen mit Gabriele Mehl die Deutsche Meisterschaft im Zweier ohne Steuerfrau, konnte sich aber 1996 nicht noch einmal für die Olympischen Spiele qualifizieren.
Für den Gewinn der Bronzemedaille 1992 erhielt sie am 23. Juni 1993 das Silberne Lorbeerblatt.